# Łochowice (województwo lubuskie)
Łochowice (niem. Lochwitz) – wieś w Polsce położona w województwie lubuskim, w powiecie krośnieńskim, w gminie Krosno Odrzańskie.
Wieś kolonizowano już od XIII wieku. Jako Lochuz zapisano ją w 1261 roku, a jako Luchowitz około 1300 roku. Joachim I w 1521 roku udostępnił wieś jako dożywocie żonie Kaspara von Maltitza, zarządcy w Krośnie. Z polecenia margrabiego Jana z Kostrzyna w Łochowicach w 1551 roku zbudowano nowy młyn. Na początku XVII wieku wieś należała do książęcej domeny w Krośnie Odrzańskim. Łochowice wyludniły się wskutek klęsk i zniszczeń spowodowanych wojną trzydziestoletnią i połowa dóbr ziemskich nie była uprawiana. Folwark domeny przeszedł w XIX wieku na własność rodziny Fournier. Podano, że w 1879 roku dobra należały do wdowy von Endell. We wsi znajdowały się wówczas wapniarnia i cegielnia. Interesującym obiektem zabytkowym jest kościół filialny pod wezwaniem Chrystusa Króla, który wzniesiono w latach trzydziestych XIX wieku przez protestantów w stylu klasycystycznym. Do końca II wojny światowej pozostał w ich dyspozycji, kiedy to przejęli go katolicy.
W latach 1975–1998 miejscowość administracyjnie należała do województwa zielonogórskiego.

## Nazwa
W kronice łacińskiej Liber fundationis episcopatus Vratislaviensis (pol. Księga uposażeń biskupstwa wrocławskiego) spisanej za czasów biskupa Henryka z Wierzbna w latach 1295–1305 miejscowość wymieniona jest w zlatynizowanej formie Luchowitz.

## Zabytki
Do wojewódzkiego rejestru zabytków wpisany jest:
- Kościół filialny pod wezwaniem Chrystusa Króla, z połowy XIX wieku. Kościół jest budowlą murowaną z cegły, założoną na planie prostokąta, z kwadratową wieżą wzniesioną po stronie zachodniej. Dachem dwuspadowym nakryty jest korpus, zaś wysmukłym hełmem namiotowym trzykondygnacyjna wieża. Duże półkoliście zamknięte okna umieszczono w elewacjach. Po stronie wschodniej znajdują się wnęki imitujące otwory w podobnym kształcie. W przyziemiu wieży umieszczone główne wejście, które ma kształt prostokątny. Bezpośrednio nad nim znajduje się półkoliście zamknięte okno. We wnętrzu nakrytym drewnianym stropem, przy zachodniej ścianie zachowała się empora spoczywająca na dwóch kanelowanych kolumnach i dwóch filarach[4].